# Plantas sagradas en el budismo

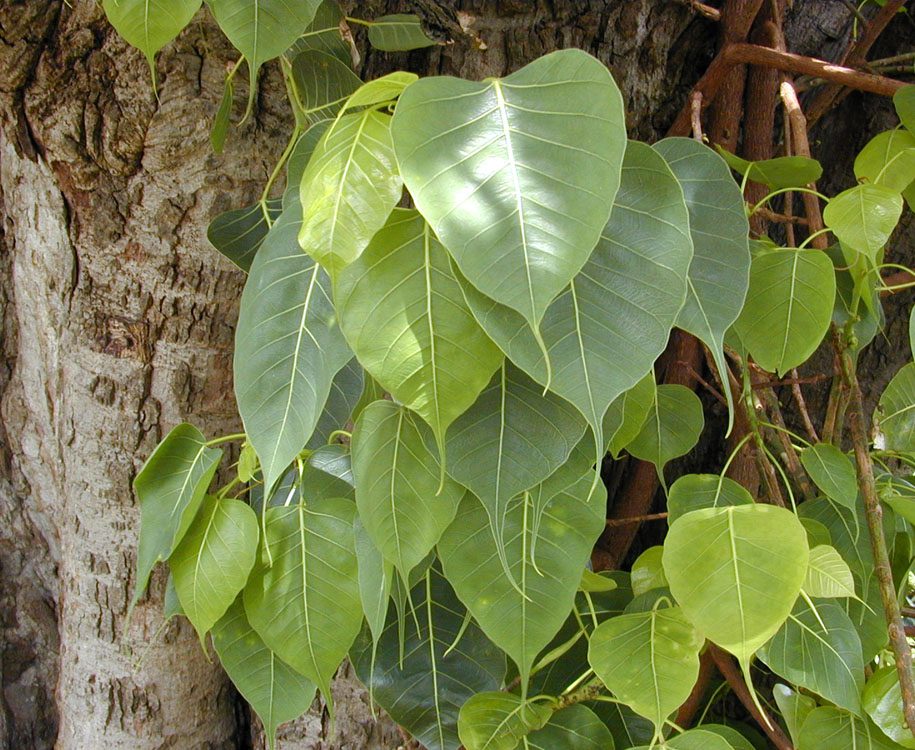
Hojas del árbol de Bodhi.

Son diversas las plantas que juegan un papel significativo en el Budismo.
La más importante es el árbol de Bodhi (Ficus religiosa), que es el árbol bajo el cual el Buda histórico alcanzó la iluminación.
Aunque el Buda mismo desaconsejó la adoración de árboles, la práctica formaba parte de la tradición hinduista, de modo que la adopción del árbol y de su hoja como símbolos devocionales fue natural. También se sentó bajo un árbol Banyan, un Mucalinda y un Rajayatana. 
El pasto Durba (Poa cynosuroides), con el que el Buda hizo un asiento antes de comenzar sus últimas meditaciones, es muy resistente y es un símbolo de larga vida y el Recto Esfuerzo.
La manzana de madera, el fruto del árbol Bilva (Aegle marmelos) , se utiliza como ofrenda para recordar al practicante acerca de la vacuidad y la naturaleza condicionada de todos los fenómenos. Representa la Recta Acción, que da como resultado el fruto adecuado.
Las semillas de mostaza, recuerdan la respuesta del Buda ante una madre desconsolada por la muerte de su hijo. Él le indicó que debía conseguir una semilla de mostaza de una familia que nunca hubiera sufrido una muerte, y cuando volvió con las manos vacías, Buda le demostró que no estaba sola en su sufrimiento y que la muerte es una parte ineludible de la vida. Se asocia con la Recta Comprensión. Las semillas de mostaza también se utilizan en rituales para expulsar demonios y fuerzas negativas.
El loto, principalmente 

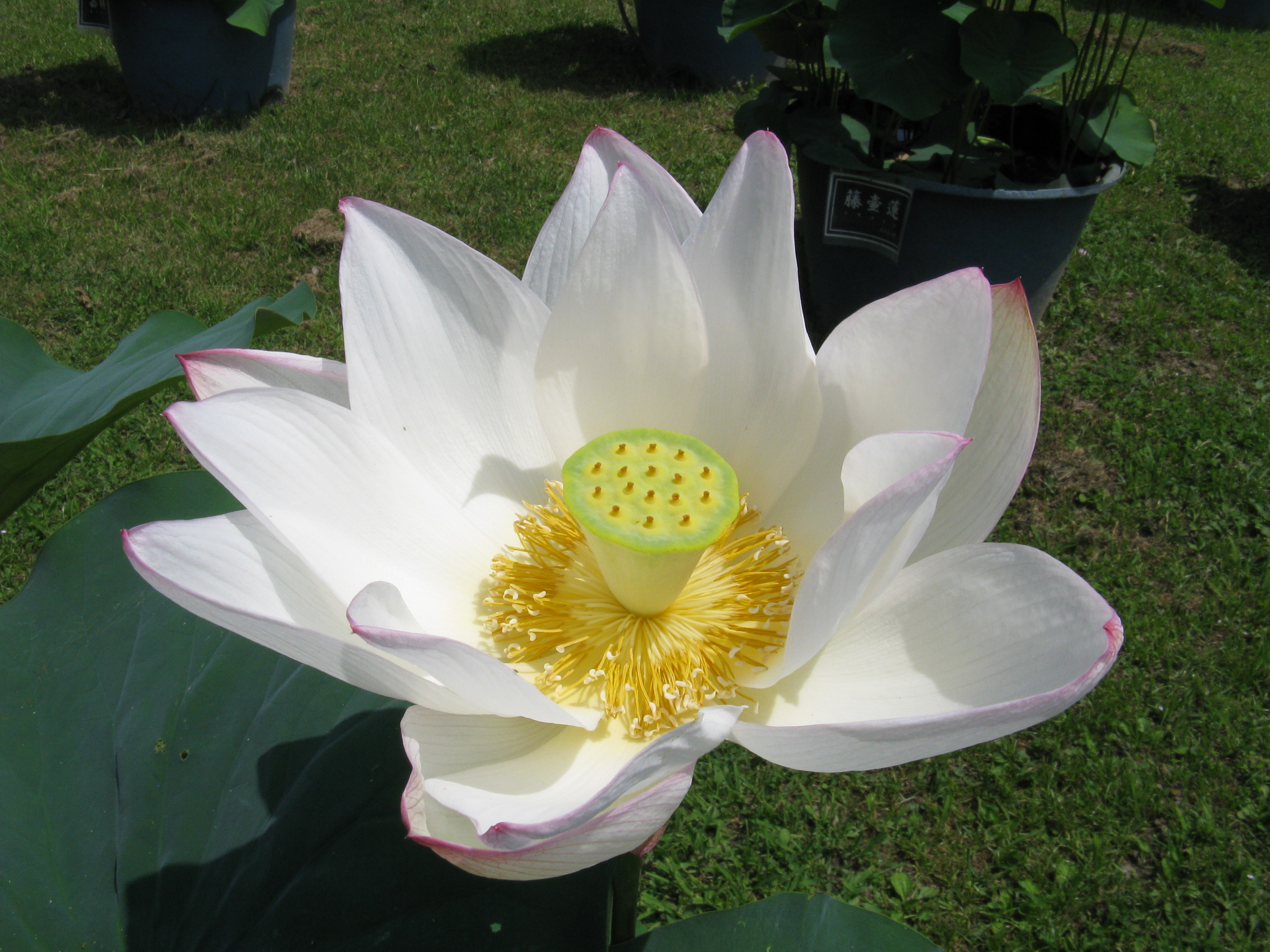
Loto.

la flor de loto, es un símbolo muy importante para las religiones de origen índico. Representa la completa purificación del cuerpo, la palabra y la mente, y la eclosión de las acciones positivas en la liberación. El loto remite a varios aspectos del camino, ya que crece en el lodo (samsara), a través del agua barrosa, pero aparece inmaculado sobre la superficie (purificación), y finalmente produce una hermosa flor (la iluminación). La flor abierta significa la iluminación completa, y la flor cerrada significa el potencial para la iluminación. El color de la flor de loto también tiene connotaciones simbólicas. El loto (padma o kamala) es uno de los ocho símbolos auspiciosos que se cuelgan en paredes en forma de thangka y se dibujan en el camino por el que van a pasar los visitantes importantes, abades o rinpoche.
El emblema del Bhaisajyaguru o Buda de la Medicina, es el fruto del arura (Terminalia chebula). En Mipham el emblema de Manjushri (Bodhisattva del conocimiento) es la flor de utpala (Meconopsis quintuplinervia); el de Avalokiteshvara, el loto blanco, y el de Buda Maitreya el árbol de los Nagas (tib. klu shing).
Para el Budismo tibetano la ofrenda de ésta y otras flores representa la práctica de la generosidad y la apertura del corazón.
Los diez beneficios que emanan de ofrecer flores son: una larga vida, buena salud, fortaleza, belleza, sabiduría, facilidad para progresar en el camino del Dharma, renacimiento en un ambiente placentero, renacimiento como una persona atractiva, con buen cabello y cutis, un cuerpo con olor agradable y relaciones placenteras con los demás.
La descripción de los paraísos o tierras puras de los diferentes Budas incluye la enumeración de las flores y árboles que se encuentran en ellos. Por ejemplo, en Abharati, de Akshobhia, el Buda del Este, crecen palmeras y jazmines.
Los textos budistas también hablan de flores y árboles de los reinos no-humanos, como el Kalpadruma, el árbol de los deseos de los dioses, cuyas raíces se hunden en el nivel de los Asura y su tronco se eleva hasta los reinos celestiales para que los dioses puedan disfrutar sus frutos.
Diversas plantas figuran como tópicos o poderosas metáforas en las enseñanzas budistas. Como ejemplos: la semilla del árbol de Nyagrodha, más pequeña que un grano de mostaza, pero capaz de engendrar un árbol bajo el que se guarece un pueblo entero, o el banano:

"Pensando que el tronco acuoso del banano
tiene un núcleo sólido, uno puede derribarlo.
Pero allí no hay nada sólido,
ni por fuera ni por dentro.
Sabed que todos los fenómenos son iguales."
Shabkar